# Sendai Airport Transit
La Sendai Airport Transit Co., Ltd. (仙台空港鉄道 株式会社, Sendai Kūkō Tetsudō Kabushiki-gaisha) (SAT) est une compagnie de transport de passagers qui exploite une ligne ferroviaire dans la préfecture de Miyagi au Japon. Son siège social se trouve dans la ville de Natori. La préfecture de Miyagi est le principal actionnaire.

## Histoire
La compagnie a été fondée le 7 avril 2000.
Le 18 mars 2007, elle commence à exploiter la ligne de l'Aéroport de Sendai qui permet de desservir l'aéroport de Sendai.

## Ligne
La compagnie possède une seule ligne.
| Ligne                         | Nom japonais | Terminus                    | Longueur (km) | Gares |
| ----------------------------- | ------------ | --------------------------- | ------------- | ----- |
| Ligne de l'Aéroport de Sendai | 仙台空港線   | Natori - Aéroport de Sendai | 7,1           | 4     |

## Matériel roulant

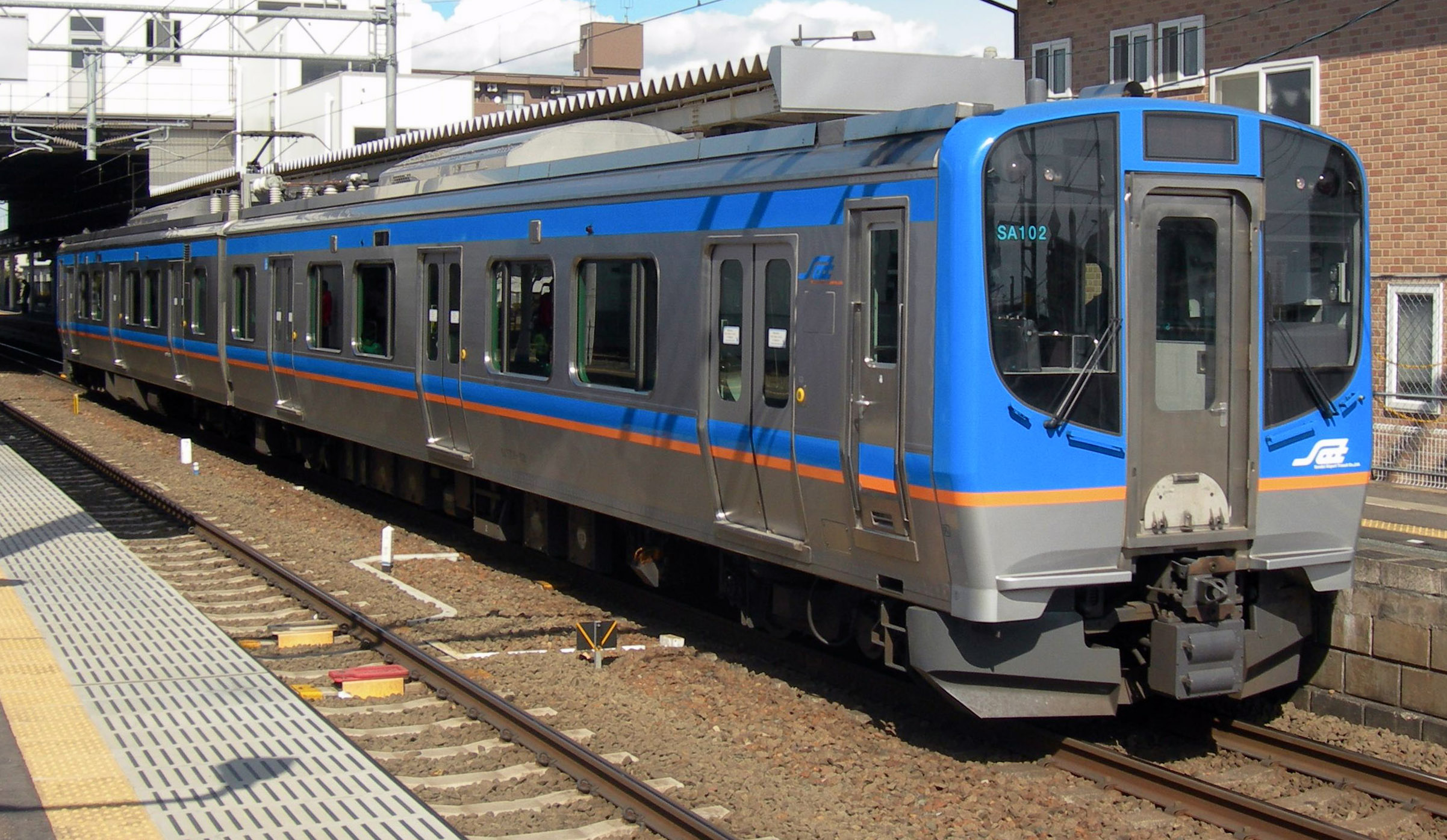
SAT série 721

La compagnie utilise des trains de série 721, dérivés de la série 721 de la JR East.